# Donyatsu
Donyatsu (どーにゃつ?) è un manga di Yūsuke Kozaki con protagonista un ibrido fra un gatto ed una ciambella donut.
Pubblicato inizialmente sulla rivista Young Gangan di Square Enix nel dicembre 2011, la serie è stata presto raccolta in sei volumi totali. Nel 2013 è stato prodotto un adattamento anime del manga, diretto da Mankyū.

## Trama

Ronya, Baumcougar e Donyatsu

In un surreale Giappone post-apocalittico vivono alcuni ibridi fra felini e snack, uno fra questi è Donyatsu, metà gatto e metà ciambella; i suoi amici sono felini incrociati con bagel, marshmallow...

## Personaggi
Donyatsu (どーにゃつ?)
Doppiato da Yukari Tamura
Ronya (ローニャ?, Rōnya)
Doppiata da Hikari Shiina
Gatta col corpo da cake roll.
Bagel (ベーガル?, Bēgaru)
Doppiato da Keiji Fujiwara
Felino col corpo da bagel.
 Baumcougar  (バームクーガー?, Bāmukūgā)
Doppiato da Junji Majima
Un gatto col corpo da baumkuchen.
Kumacaron (クマカロン?, Kumakaron)
Doppiato da Saori Hayashi
Animale incrociato con un macaron rosa.
Biggs (ビッグス?, Biggusu)
Doppiato da Yoshitsugu Matsuoka
Un roditore.
Croquen (コロッケン?, Korokken)
Doppiato da Takashi Matsuyama
Felino col corpo da crocchetta.
Wedge (ウェッジ?, U~ejji)
Doppiato da Nobunaga Shimazaki
Un roditore.
Macchan (まっちゃん?)
Doppiato da Tatsuhisa Suzuki
Gatto col corpo da donut al tè verde.
Menchihuahua (メンチワワ?, Menchiwawa)
Doppiato da Yūsuke Kozaki
Animale col corpo da menchi-katsu
Robosaki (ロボ崎?)
Doppiato da Jun Fukuyama
Robot amico dei gatti.

### Sigla
- Profondo e dolce bacio (とろあまちゅ?, Toro Ama Chu) di Hikari Shiina

(dagli episodi 1-7)
- NOVA Revolution (NOVAレボリューション?) di StylipS

(dagli episodi da 8 a 12)